# Carlos Anselmo Mejía
Carlos Anselmo Mejía del Cid (nacido el 13 de noviembre de 1991) es un futbolista internacional guatemalteco que juega en Deportivo Chiquimulilla de la primera división de Guatemala . Es internacional con la selección nacional guatemalteca

## Selección nacional

### Goles internacionales
Las puntuaciones y los resultados enumeran el recuento de goles de Guatemala en primer lugar. 
| N.º | Fecha                   | Sede                                                           | Adversario                   | Gol  | Resultado | Competencia                                        |
| --- | ----------------------- | -------------------------------------------------------------- | ---------------------------- | ---- | --------- | -------------------------------------------------- |
| 1.  | 13 de noviembre de 2015 | Estadio Doroteo Guamuch Flores, Ciudad de Guatemala, Guatemala | San Vicente y las Granadinas | 1 –2 | 1–2       | Clasificación para la Copa Mundial de la FIFA 2018 |
| 2.  | 8 de septiembre de 2021 | Estadio Pensativo, Antigua, Guatemala                          | Nicaragua                    | 1 –0 | 2–2       | Amistoso                                           |
| 3.  | 24 de marzo de 2022     | Estadio Pensativo, Antigua, Guatemala                          | Cuba                         | 1 –0 | 1–0       | Amistoso                                           |
| 4.  | 27 de marzo de 2022     | Estadio DRV PNK, Fort Lauderdale, Estados Unidos               | Haití                        | 1 –1 | 2–1       | Amistoso                                           |
| 5.  | 5 de junio de 2022      | Estadio Doroteo Guamuch Flores, Ciudad de Guatemala, Guatemala | Belice                       | 2 –0 | 2–0       | 2022-23 CONCACAF Liga de Naciones B                |

## Logros

### Club
Comunicaciones
- Liga Nacional de Guatemala: Apertura 2012, Clausura 2013, Apertura 2013, Clausura 2014 y Apertura 2014.

### Selección nacional
- Subcampeón de la Copa Centroamericana 2014.